# Sarvānak
Sarvānak (persiska: ساربانَك, Sārbānak) är en ort i Iran.   Den ligger i provinsen Qazvin, i den nordvästra delen av landet, 170 km nordväst om huvudstaden Teheran. Sarvānak ligger 1 621 meter över havet och antalet invånare är 184.
Terrängen runt Sarvānak är huvudsakligen kuperad, men norrut är den bergig. Runt Sarvānak är det ganska tätbefolkat, med 83 invånare per kvadratkilometer. Närmaste större samhälle är Kūhīn, 15,1 km sydväst om Sarvānak. Trakten runt Sarvānak består i huvudsak av gräsmarker.